# Golam Meczi wrych
Golam Meczi wrych (bułg. Голям Мечи връх) – szczyt pasma górskiego Riła, w Bułgarii, o wysokości 2618 m n.p.m.